# Prunus herthae
Prunus herthae es una especie de árbol perteneciente a la familia Rosaceae. Es un endemismo de Ecuador.  

## Descripción
Un árbol endémico del este de Ecuador. Considerado como un taxón incierto en la Flora de Ecuador, ya que el material original fue destruido en el herbario de Berlín durante la Segunda Guerra Mundial y  existen pocas colecciones. Parece probable que las diferencias consistentes en el tamaño de la flor y el número de flores observadas en las muestras existentes confirman esta especie como válida, pero más colecciones y observaciones de campo son necesarias. Solo una pequeña población se ha registrado, en los bosques secundarios en el sudoeste de la provincia de Pastaza. Aparte de la destrucción del hábitat, hay amenazas específicas no conocidas.

## Taxonomía
Prunus herthae fue descrita por Friedrich Markgraf y publicado en Notizblatt des Botanischen Gartens und Museums zu Berlin-Dahlem 15(3): 371. 1941.
Etimología
Ver: Prunus: Etimología